# The Witches
The Witches es una película de fantasía oscura de 1990, dirigida por Nicolas Roeg, y producida por Jim Henson. Está protagonizada por Anjelica Huston, Mai Zetterling, Rowan Atkinson y Jasen Fisher. Basada en el libro homónimo de 1983, la historia presenta a brujas malvadas que se hacen pasar por mujeres comunes y matan a niños, y un niño y su abuela deben encontrar la manera de frustrar sus planes.
La película fue producida por Jim Henson Productions para Lorimar Film Entertainment como la última película teatral producida por Lorimar antes del cierre de la compañía en 1993. La película fue muy bien recibida por la crítica, pero tuvo un pobre desempeño en taquilla; sin embargo, ha mantenido un estatus de culto a lo largo de los años.

## Argumento
Una anciana noruega llamada Helga le explica a su nieto Luke que las brujas no solo existen, sino que quieren eliminar a todos los niños del mundo. Las describe como calvas, con ojos extraños, manos deformes, pies cuadrados sin dedos y un olfato sensible para el cual el aroma de los niños resulta nauseabundo; por lo que le explica que aunque a simple vista parecen mujeres normales se pueden detectar si se está atento a ciertas actitudes: constantemente se rascan la cabeza ya que sus pelucas les irritan la piel, usan guantes indiferentes a la estación y zapatos anchos que no lastimen sus pies, además de hacer frecuentemente gestos de asco ante los niños. También le cuenta que una amiga de la infancia llamada Erica, fue víctima del ataque de una bruja y pasó el resto de su vida encerrada en una pintura. De la misma forma, insinúa que el dedo amputado en su mano es por haber sobrevivido en su infancia a un encuentro con una bruja.
Tras la muerte de sus padres en un accidente, Luke se muda a Inglaterra con su abuela y allí un día se encuentra en su jardín con una mujer que cuadra con las características de una bruja y que intenta tentarlo. Esta con una serpiente en la mano trata de convencer al niño que baje de la casa del árbol en la que se encuentra, pero es Helga quien descubre lo que está ocurriendo y sale en ayuda de su nieto.
Mientras Luke celebra su cumpleaños Helga se desmaya, diagnosticándose más tarde que tiene diabetes. El médico le recomienda pasar unas vacaciones junto al mar para relajarse y así es como abuela y nieto pasan unas semanas en un lujoso hotel en Cornualles, donde anualmente se realiza un evento de caridad para los niños. Encabeza la reunión una aristócrata llamada Eva Ernst, cuyo carácter amenazante provoca un déjà-vu en Helga. Luke decide dar una vuelta por el hotel acompañado de los ratones que tiene por mascotas.
De repente empieza el evento y Luke queda atrapado en el salón de baile con ellas, aunque no lo ven detrás de la pantalla. Momentos más tarde, se da cuenta de que los miembros son en realidad las brujas de Inglaterra que han llegado para su conferencia anual. Después de que las puertas se cierren las brujas revelan su verdadero ser repugnante: se quitan las pelucas, sus guantes y los zapatos. Eva se quita su bello rostro humano para revelar un cuerpo horrible y jorobado por debajo de su apariencia glamurosa. Ella es la Gran Bruja y por tanto, una vieja enemiga de Helga; junto a Eva está Irvine, una joven y tímida bruja que es su asistente y objeto constante de malos tratos y humillaciones.
Eva está furiosa con las brujas británicas por no haber acabado con los niños y les da un ultimátum: todos los niños de Inglaterra deben ser eliminados antes que vuelva dentro de un año. Cuando una bruja comenta que eso es imposible, Eva la convierte en cenizas y revela que está harta de sus subordinadas. La Gran Bruja les ordena dejar sus trabajos y dedicarse a su nueva misión: adquirir todas las tiendas de confitería de Inglaterra con dinero que ella misma les entregará y al ofrecerle a los propietarios cuatro veces más del valor de las tiendas no habrá quién se niegue a vender y al hacer la fiesta de apertura ofrecerán a los niños muestras gratis de los dulces previamente dosificados con la fórmula 86, una poción creada por ella, que con solo un par de gotas tras un par de horas los convertirá en ratones.
La reunión recibe la visita de un muchacho goloso y obeso llamado Bruno Jenkins, a quien hace dos horas Eva suministró la poción y ha atraído con la promesa de seis barras de chocolate, para mostrar al resto como se convierte en un ratón antropomórfico como una demostración del método. Una de las brujas que trabaja como empleada del hotel empieza a olfatear a Luke, quien logra escapar del salón reservado del hotel, pero es capturado por la Gran Bruja. A continuación, vierte una botella entera de la fórmula 86 en la boca de Luke, que se convierte en un ratón antropomórfico en un segundo.
Luke y Bruno, quienes a pesar de su transformación aún conservan su inteligencia y capacidad de hablar, regresan a la habitación de Helga donde le revelan todo lo que descubrieron. Más tarde, Luke roba una botella de fórmula 86 de la habitación de Eva, mientras la Gran Bruja está nuevamente insultando a Irvine y el ratón Luke procede a utilizarla contra las brujas añadiéndola a la sopa reservada para las mismas. Una de los cocineras del hotel es una bruja. Prueba la sopa, después que se haya mezclado con la fórmula y se convierte en un ratón al instante. Trata de advertir a las otras brujas de esto, pero es aplastada y muerta por la Gran Bruja. La cena se lleva a cabo y todas se sirven la sopa excepto Irvine a quien no se le permitió participar. 
Después vuelve Helga a hablar con los padres de Bruno y les revela quién es responsable de la alteración de su hijo. Poco tiempo después, el caos irrumpe: las brujas empiezan a convertirse en ratones y los empleados del hotel creyendo que se trata de una plaga comienzan a matarlas a golpes. Sin embargo la Gran Bruja, quien no se había convertido permanece aún y Helga aprovecha para dejarle claro que es la mujer más malvada que conoce y revela que es quien le amputó el dedo cuando niña, momento desde cuando ha esperado poder vengarse. Momentos después, el Sr. Stringer, director del hotel, utiliza un cuchillo para acabar con ella. 
Una vez a salvo y en casa, Luke y Helga reciben la visita de Irvine quien le devuelve su forma humana y aparentemente viaja por el país haciendo lo mismo con todos los niños que fueron víctimas de la fórmula 86, insinuándose por los cambios en su apariencia que de alguna manera al abandonar la maldad su aspecto se está volviendo más humano. Con los niños británicos a salvo, el grupo decide viajar a Estados Unidos para acabar con las brujas de dicho país.

## Reparto
- Anjelica Huston como Eva Ernst/Gran Bruja, la todopoderosa líder de las brujas del mundo. Huston también da voz a su forma de rata
- Mai Zetterling como Helga Eveshim, una anciana que es una vieja enemiga de la Gran Bruja
- Jasen Fisher como Luke Eveshim, nieto de Helga. Fisher también da voz a su forma de ratón
- Rowan Atkinson como Señor Stringer, el gerente del hotel
- Charlie Potter como Bruno Jenkins, un chico glotón que se hace amigo de Luke. Potter también da voz a su forma de ratón
- Bill Paterson como Señor Jenkins, el padre de Bruno.
- Brenda Blethyn como Señora Jenkins, la madre de Bruno
- Anne Lambton as Pamela/Mujer de Negro, una bruja sin nombre vestida de negro que intenta atraer a Luke con dulces
- Jane Horrocks como Señorita Irvine, la asistente maltratada de la Gran Bruja
- Sukie Smith como Marlene
- Rose English como Dora,una bruja.
- Jenny Runacre como Elsie, una bruja que se infiltra en el servicio de limpieza del hotel
- Annabel Brooks como Nicola Cuttle, la Gran Bruja de Inglaterra
- Emma Relph como Millie, una bruja
- Nora Connolly como Beatrice, una bruja que es asesinada por la Gran Bruja por cruzarla
- Rosamund Greenwood como Janice, una bruja
- Anjelique Rockas como Henrietta, una bruja que pregunta sobre el plan de la Gran Bruja
- Stella Tanner como Lois Leffour, una bruja de Southampton, England
- Barbara Hicks como Regina, una bruja
- Ann Tirard como Dama 1/Bruja en reunión
- Leila Hofman como Dama 2/Bruja en reunión
- Jim Carter como Jefe de Cocina, el jefe anónimo del personal de cocina del hotel
- Roberta Taylor como Chef Bruja, una bruja que se infiltra en el personal de la cocina del hotel
- Debra Gillett como Camarera
- Darcy Flynn como Madre de Luke, la difunta madre de Luke
- Vincent Marzello como Padre de Luke, el difunto padre de Luke
- Serena Harragin como Doctor
- Grete Nordrå como Bruja Noruega
- Kristen Steinsland como Helga Niña
- Elsie Eide como Erica
- Merete Armand como Madre de Erica
- Ola Otnes como Padre de Erica
- Johan Sverre como Policía
- Arvid Ones como Policía
- Sverre Rossummoen como Policía
- Michael Palin como Bruja en Reunión
- Wendy Lowder como Bruja en Reunión

## Producción
Las Brujas fue una adaptación del libro infantil del mismo título del autor británico Roald Dahl. Fue la última película en la que Jim Henson trabajó personalmente antes de su muerte, la última película teatral producida por Lorimar Productions y la última película realizada con base en el material de Dahl antes de su muerte (tanto Henson como Dahl murieron ese año).
Las siguientes personas hicieron un trabajo especial de titiritero en esta película: Anthony Asbury, Don Austen (la forma de ratón de Bruno), Sue Dacre, David Greenaway, Brian Henson, Robert Tygner y Steve Whitmire (la forma de ratón de Luke). La primera parte de la película se rodó en Bergen, Noruega. Gran parte del resto se rodó en el Headland Hotel situado en la costa de Newquay, Cornwall.
Durante el rodaje, Rowan Atkinson causó una calamidad al estilo de Mr. Bean cuando dejó los grifos de la bañera abiertos en su habitación (al portero que llamaba frenéticamente le dijeron "vete, estoy dormido"). La inundación destruyó gran parte del equipo eléctrico del equipo de producción en el piso de abajo. En ese momento, Huston estaba saliendo con Jack Nicholson, quien frecuentemente llamaba al hotel y enviaba enormes ramos de flores, para gran entusiasmo del personal.
El director Nicolas Roeg luego cortó escenas que pensó que serían demasiado aterradoras para los niños después de ver la reacción de su hijo pequeño al corte original.
Los elaborados efectos de maquillaje para la Gran Bruja de Huston tardaron seis horas en aplicarse y otras seis en eliminar. Las prótesis incluían una máscara facial completa, joroba, garras mecanizadas y una clavícula marchita. Huston describió una escena de monólogo que tuvo que hacer en la que "estaba tan incómoda y cansada de estar encerrada en goma bajo luces calientes durante horas que las líneas habían dejado de tener sentido para mí y todo lo que quería hacer era llorar".
El vapor verde que se usaba ampliamente al final de la película era a base de aceite y oscurecía los contactos en los ojos de Huston, que un experto tenía que enjuagar regularmente con agua. Roeg eligió un disfraz sexy para el personaje y le enfatizó a Huston que la Gran Bruja debería tener un atractivo sexual en todo momento, a pesar de su apariencia grotesca en ciertas escenas de la película.
Roald Dahl estaba indignado de que Roeg hubiera cambiado su final original en el guion. Como gesto de conciliación, Roeg se ofreció a filmar dos versiones antes de tomar su decisión final: la versión del libro donde Luke sigue siendo un ratón y la versión más feliz donde se transforma de nuevo en un humano. Al ver la escena fiel a su libro, Dahl se conmovió tanto que se puso a llorar.
Sin embargo, Roeg decidió optar por el final cambiado, lo que llevó a Dahl a exigir que su nombre se eliminara por completo de los créditos y a amenazar con una campaña publicitaria contra la película. Solo fue disuadido de esto por la insistencia de Jim Henson.

## Estreno
La película estaba programada para ser distribuida por Lorimar, pero cuando la compañía disolvió su operación de distribución teatral, terminó en el estante durante más de un año después de que se completó la filmación. La película se estrenó el 25 de mayo de 1990 en Londres y estaba programada para estrenarse el mismo día en los Estados Unidos, pero luego de las proyecciones de prueba de Florida a principios de ese año, Warner Bros. retrasó el estreno en Estados Unidos hasta agosto. La película recaudó $10,360,553 en los Estados Unidos y 266,782 en Alemania.

### Versión Casera
Warner Home Video lanzó por primera vez la película en VHS y LaserDisc en 1991. El segundo lanzamiento (y el primer relanzamiento) fue en VHS y por primera vez en DVD en 1999. Ambas versiones (y cualquier proyección de televisión) usan el negativo mate abierto original de la película, en lugar de reducirlo a 1.85:1 ( o 1.66:1). Fue lanzado en formato Blu-ray en España solo en 2017. En julio de 2019, se anunció un lanzamiento en Blu-ray de Warner Archive Collection, que se lanzó el 20 de agosto de 2019. En agosto de 2020, se anunció un lanzamiento de Blu-ray gratuito en la región del 30 aniversario de la edición especial de Warner Bros en el Reino Unido, en un paquete especial que incluye un folleto, un póster de lanzamiento original para el teatro y cuatro tarjetas de arte, todo junto con el disco en un caja de coleccionista y fue lanzada el 12 de octubre de 2020.

### Banda sonora
La película contiene una partitura orquestal compuesta por Stanley Myers. Hasta la fecha, no se ha lanzado un CD con la banda sonora y la partitura completa permanece oscura. A lo largo de la partitura, aparece el Dies irae, que recuerda mucho a la Sinfonía fantástica Mvt de Berlioz. V, "El sábado de las brujas".

## Recepción
Las Brujas recibió elogios de la crítica. La película tiene una calificación de aprobación del 93% en Rotten Tomatoes, basada en las revisiones de 43 críticos, con una calificación promedio de 7.55/10. El consenso dice: "Con una actuación deliciosamente perversa de Anjelica Huston y títeres imaginativos de la tienda de criaturas de Jim Henson, la oscura e ingeniosa película de Nicolas Roeg captura el espíritu de la escritura de Roald Dahl como pocas otras adaptaciones".
Roger Ebert le dio a la película tres de cuatro estrellas, calificándola de "una película intrigante, ambiciosa e inventiva, y casi digna de ver solo por el obvio placer de Anjelica Huston al interpretar a una villana sin compromisos". Sin embargo, Roald Dahl consideró la película como "absolutamente espantosa" debido al final que contrastaba con su libro.

## Diferencias con el libro
En la novela se muestra que todas las brujas desean exterminar a los niños. Sin embargo en la película se incluye como personaje a Irvine, asistente de la Gran Bruja, quien es más amable y menos extremista en su actuar, en la película es constantemente maltratada por la gran bruja y es gracias a esto que no tiene oportunidad de beber la sopa envenenada y logra salvarse, siendo quien posteriormente regresa a la normalidad a Luke. 
Luke y Bruno en el libro quedan malditos de forma irreversible. Tras acabar con las brujas y regresar a casa, su abuela señala que al no ser un ratón real envejecerá más lento que esos animales pero más rápido que un humano, quedándole a ambos un tiempo de vida relativamente similar, hecho con el cual el muchacho se muestra conforme y ambos deciden dedicar ese tiempo a cazar a las brujas del resto del mundo. Roald Dahl, se enfureció por este cambio y por el resto de su vida no permitió que volvieran a adaptar ninguno de sus libros.
Felicity Dahl afirma que Roald Dahl odiaba el final feliz. Según se ha dicho, se quedó fuera de los cines con un megáfono, diciendo a la gente que no fuera a ver la película. Fue el último de los libros de Dahl que se convirtió en una película antes de su muerte ya que murió pocos meses después del estreno de la película.

## Nueva versión
Desde 2008 Guillermo del Toro mostró interés en realizar una nueva versión, siendo su primera opción animación por Stop motion, sin embargo no fue hasta junio de 2018, cuando se contrató a Robert Zemeckis para dirigir y escribir el guion. Del Toro produciría, junto a Zemeckis y Alfonso Cuarón; en esa época Guillermo del Toro señaló estar trabajando para que el proyecto fuese mucho más fiel al libro que la película de 1990 y reveló que sería protagonizada por Anne Hathaway; finalmente la nueva versión fue estrenada el 22 de octubre de 2020 vía streaming por HBO Max con del Toro y Cuarón como productores y Robert Zemeckis a cargo de la dirección.
A pesar de las declaraciones previamente dadas por del Toro señalando su intención de mostrar fidelidad a la obra de Dahl, la nueva versión resultó mostrar diferencias mucho mayores y más radicales que la versión de la década de 1990, cambiando la etnia y personalidad de los protagonistas, la estética de los personajes, la época, ambientación e incluso agregando protagonistas que no existen en la historia original.
La crítica especializada resultó desde el inicio dividida. Por un lado quienes la evaluaron de forma negativa la señalan como una cinta vacía que desaprovecha el talento y las habilidades tanto de los actores como de los realizadores, abusa de los efectos digitales y carece de la magia de la novela y el primer film. Del mismo modo quienes hablan de forma positiva señalan que lo mejor es la caracterización de Hathaway, aun así concuerdan con los demás críticos en que no posee el nivel de terror y encanto de la primera película, estando lejos de poder ser considerada un clásico infantil o una muestra de excelencia y en el mejor de los casos simplemente es buena.